# خانية غازي قمخ
خانية غازي قمخ كانت دولة لاكية تأسست في داغستان الحالية بعد تفكك خانية شمخلية غازي قمخ [الإنجليزية] في عام 1642. وكان من بين شعوبها القبائل الليزجينية والأفارية مختلفة.

## هيكل الدولة

### المجلس الأعلى
كانت الخانية تحت حكم المجلس الأعلى المعروف باسم "كات" في اللاكيو وهي ترجمة من المصطلح الإسلامي "ديوان" حيث كان الوزراء والقضاة الرئيسون وأمراء الحرب والحاكم يشاركون في الاجتماعات. تتكون الحكومات المحلية من الجماعة ومجلس الزعماء والقاضي والمنفذ. كانت وظائف الشرطة تُؤدى من ضباط الخانية.

### الإِقلِيم
كانت ولايات اللاكية تتكون من لاكية واحدة مقسمة إلى أقاليم مثل "كولال"، "أوري موكاركي"، "ماشايمي"، "فيتسكي"، "جوموتشي" و"بارتكي".

## خالكلفتشي عليبك الثاني

### الانتخاب
بعد نقل عاصمة الشمخلية إلى تاركي، أصبحت غازي قمخ [الإنجليزية] تحت حكم المجلس الأعلى. في عام 1642، اُنتخب عليبك الثاني بن توتشيلاف بن عليبك الأول بن تشوبان شامخال بن بوداي شامخال، حاكمًا لغازي قمخ، بلقب "خالكلافتشي".

## سرخاي خان الأول

### الانتخاب
في عام 1700، أطلق الشعب اللاكي على حاكمهم لقبًا شعبيًا هو خان . انتخب مجلس الزعماء سورخاي بك (1680-1748)، ابن غاري بك، ابن خالكيفتشي عليبك الثاني من عائلة شامخال التي بقيت في غازي قمخ، حاكمًا. أسس سرخاي خان الأول دولة لاك ذات قوة مركزية قوية.

### الحركة المناهضة لإيران
أدى الاستياء العام في شيروان من الفرس إلى اندلاع ثورة. في عام 1707، هاجم سكان جاريا وتساخور بقيادة شيوخهم مدينة شماخا، مقر حاكم شيروان. في عام 1708، تقدمت القوات الإيرانية بقيادة الإمام كولي خان من كاخيتي وسحقت الانتفاضة. وفي عام 1709م، ثار حاجي داود أيضًا ضد الفرس في أذربيجان. ودعا عثمان أحمد خان الشعب إلى قتال الشيعة الفرس، مما مكّن الدول الأوروبية الاستعمارية في بسط نفوذها وسط هذه الاضطرابات.

### التحالفات
في عام 1710 تم توقيع اتفاقية بين خانية غازي قمخ وخانية آفار والتي أعلنت تحالفًا سياسيًا عسكريًا. سرخاي خان الأول يشكل جيش غازي قمخ ومثل شامخال تاركي أصبح حليفًا لشاه فارس.
في عام 1720، دعا شاه بلاد فارس، السلطان حسين، حلفائه للمساعدة وقمع الانتفاضة في شيروان. جمع سرخاي خان الأول جيش غازي قمخ وتقدم نحو شيروان لمساعدة الشاه. وليس بعيدًا عن كابالا، أوقف سرخاي خان الأول وفد سني من شيروان بقيادة حاجي داود الذي حث سرخاي خان الأول على دعم السنة بدلاً من الشيعة. كان عثمان أحمد خان متحالفًا مع حاجي داود ضد "الروافض". قرر سرخاي خان الأول دعم أهل السنة في شيروان.

### غزوة شروان
في 21 يوليو 1721، غزا سرخاي خان الأول وحاجي داود مدينة شماخة الصفوية الإيرانية، المركز التجاري الرئيسي في شيروان، واستولوا عليها. كتب الكاتب الإنجليزي جوناس هانواي [الإنجليزية] أن "المدينة تعرضت للنهب". قد يشارك عثمان أحمد خان في هذه الحملة بسبب التهديد من شامخال تاركي.

### تدخل ملك روسيا بطرس الأول
في عام 1722 وصل جيش بطرس الأول الروسي المكون من 110 آلاف جندي إلى داغستان أثناء غزوه للممتلكات الإيرانية في المنطقة أثناء الحرب الروسية الفارسية (1722-1723) . تحدث سرخاي خان الأول ضد السياسة الاستعمارية لروسيا، لكنه تجنب الصدام المسلح مع بيتر. كتب العقيد ألكسندر كوماروف أنه "في الثاني عشر من سبتمبر عام ١٧٢٣، تنازل الشاه طهماسب لروسيا عن كامل منطقة بحر قزوين من أستراباد إلى سولاك، إلا أن غازي قمخ لم يكن مشمولاً بها. وبلغت شهرة غازي قمخ أوجها في داغستان".
في عام 1724 رفض سرخاي خان الأول الاعتراف بتمديد معاهدة فرحات باشا التي نقلت شيروان من بلاد فارس إلى تركيا . وطالب سرخاي خان الأول تركيا بتسليم شيروان لحكمه. رفضت تركيا. قام سرخاي خان الأول وأحمد خان ونوتسال العفاري بنهب شيروان لمدة عام كامل.

### حاكم شروان
في عام 1725 (وفي رواية أخرى في عام 1728) أصدرت تركيا فرمانًا أعلنت فيه سوركاي خان الأول حاكمًا لشروان. وفقًا لبوتكوف، لم يكن سوركاي خان الأول تابعًا للسلطة التركية "لأنه كان يفهم قوته". حصل سرخاي خان الأول على لقب خان شيروان وغازي قمخ، وجعل شماخى مقر إقامته، وبنى المدارس والحصون والطرق.
كتب المؤرخ جوساينوف أنه "في وقت مبكر من يوليو 1730، عرض شاه بلاد فارس على سرخاي خان الأول منصب نائب الملك الفارسي في شماخا، لكن سرخاي خان الأول رفض". في عام 1733، هزم نادر ، القائد الأعلى للجيش الفارسي، الجيش التركي بالقرب من بغداد . وبناءً على ذلك، قامت تركيا بنقل عدة مقاطعات إلى بلاد فارس، بما في ذلك شيروان. أرسل الجنرال نادر رسوله إلى سرخاي خان الأول من شيروان وطلب منه المغادرة. كتب سرخاي خان الأول إلى نادر رسالة يقول فيها "إن شيروان قد تم فتحها بسيوف اللزجين (الداغستانيين) ولم تُمنح له من قبل تركيا كهدية، وأنه لا سلطان تركيا ولا أحمد بغداد لديهما الحق في مطالبته بتسليم هذه المنطقة". كان سرخاي خان الأول يعكس إرادة الداغستانيين والشيروانيين الذين كانوا يعارضون بشكل قاطع الاستيلاء الفارسي على شيروان.

### الغزو الأول
في 17 أغسطس 1734، تحرك الجنرال نادر في اتجاهات مختلفة واستولى على شماخا، وقبالة ، وخاتشماز ، ودربنت ، وكورا. اشتبك سرخاي خان الأول مع نادر في ديف باتان، على مقربة من قابالا، حيث هزم سكان المرتفعات والأتراك على يد مدفعية العدو القوية. وبتقدمه أكثر، اقتحمت مدفعية نادر مواقع سرخاي خان الأول على نهر كويسو لمدة ثلاثة أيام ووصلت إلى غازي قمخ [الإنجليزية] . كتب القائد العام في. ي. ليفاشوف: "لم يكن سورخاي قادرًا على مقاومة نيران المدفعية الثقيلة". تراجع سرخاي خان الأول إلى أندالا، بحسب "تاريخ حروب جاريا". وبعد ذلك توجه نادر نحو عبد الله باشا الذي كان يقف مع القوات التركية بالقرب من يريفان.
قام خان القرم كابلان جيري، بأمر من السلطان التركي، بإزالة خازبولات شمخال وعين إلدار بك من كازانيش، حليف سرخاي خان الأول، شامخال جديدًا. وقد أدت هذه الأحداث إلى الغزو الفارسي الثاني لداغستان.

### الغزو الثاني
في نوفمبر 1735، تمكن نادر من التغلب على المقاومة واستولى على كنجة، وجاريا، وشاكي، وشيروان، وشماخا، ودربنت. وفي ديسمبر/كانون الأول، تقدم نادر نحو مادجاليس حيث "دافع سكان أكوشا عن أنفسهم بعناد ولكنهم هزموا"، كما أشار باكيخانوف. حاصر الفرس قلعة أوتسمي الذي أجبر على الاستسلام.
ثم توجه نادر إلى غازي قمخ. كان سرخاي خان الأول يقف على مقربة من غازي قمخ حيث اشتبك جيش نادر المكون من 30 ألف جندي مع جيش سرخاي خان الأول المكون من 10 آلاف جندي. وكتب المؤرخ الإيراني محمد غازي: "كانت الأرض حمراء بالدماء مثل جيحون". تراجع سرخاي خان الأول إلى الأندالا مرة أخرى. كتب المؤرخ جونز أن "البحر الهائج لجيش الفاتح وجه أمواجه نحو مواطن وحقول القمخ، ودمر ممتلكات جميع سكان هذا المكان".
أفادت الإدارة العسكرية الروسية في شمال القوقاز أن أوتسمي أحمد خان مع سرخاي خان الأول قاما ببناء عشرة تحصينات مجهزة بالمدافع. أبلغ الضابط الروسي كالوشكين في البلاط الفارسي مجلس الشيوخ في موسكو أن "سورخاي خان نهب قلعة دربند، وهزم جيش مهدي خان". في عام 1738، زحف إبراهيم خان ضد الداغستانيين الذين ألحقوا هزيمة ساحقة بجيش الشاه بقيادة إبراهيم خان.

### الغزو الثالث
في 2 يوليو 1741، غزا نادر شاه داغستان على رأس جيش قوامه 100 ألف جندي. قبل الغزو، أعلن نادر شاه: "لقد استوليت على الهند، وأراضي طوران، وإيران. والآن، أعتزم غزو مملكة قمخ [الإنجليزية] بجيش ضخم لا يحصى". كتب مؤرخ الشاه ميرزا مهدي أسترابادي : "إن الرايات التي غزت العالم تغادر إيران وتتجه إلى داغستان".
واجه الفرس معارك في باشلي، ودوبيك، وتاباساران، وكايتاج، وجينغوتاي. وكتب محمد غازيم، مؤرخ نادر شاه، أن "قوات سرخاي استمرت في إطلاق النار من البنادق لمدة ساعتين، وغادر هذا العالم جميع العشرين ألفًا من رماة خراسان وتركستان". ومع ذلك، تغلب الفرس على دفاعات المرتفعات. بحلول آب 1741، تراجع سوركاي خان الأول إلى حصنه في غازي قمخ، لكنه استسلم في غضون أسبوع. وتراجع محمد بك ومرتضى بك مع خمسة آلاف جندي إلى أنالا. وتراجع أحمد خان أيضًا إلى أندالاحيث بدأ سكان المرتفعات بالتجمع.

## مرتضى علي خان

### الانتخاب
مرتضى علي بك، ابن سرخاي خان الأول، أصبح خان اللاك. كان مرتضى علي خان متزوجاً من ابنة محمد القاضي من سوجراتلي.

### معركة أندالا
في نهاية شهر أغسطس عام 1741، اقترب نادر شاه من أراضي أندالا. أصبحت سوجراتل المركز العسكري للداغستانيين. كان مرتضى علي خان على رأس جيش داغستان واقفا في أندلال. ومرت أربعة أيام وأربع ليال في معارك عنيفة. تم هزيمة الفرس تحت قيادة سجراتل، وميجب، وتشوك، وأوبوتش.

### معركة تورشيداغ
بدأت معركة تاريخية حاسمة في 12 سبتمبر 1741 على هضبة تورشيداغ. وفي مضيق أيمكي، تعرض الجيش الفارسي للهجوم وهُزم أيضًا. كتب الدبلوماسي الفرنسي في سانت بطرسبرغ ماركيز دي لا شيتاردي [الإنجليزية] : "كانت الهزيمة أكثر أهمية لأن نادر شاه استدرج نفسه إلى فخ ودخل الوادي حيث ارتكبت قوى خفية من كلا الجانبين مذبحة رهيبة لمعظم جيشه". وبحلول ليلة 28 سبتمبر، انسحب نادر شاه على عجل من أندالا بعد أن خسر 40 ألفًا من جيشه، وفقًا لإي. كالوشكين.
طارد مرتضى علي خان الفرس المنسحبين حتى دربند. وذكر كالوشكين أن "الشاه تعرض لضرب مبرح حتى أنه اضطر إلى العودة ثلاث مرات للدفاع عن نفسه". كما هو مكتوب: "أُلقيت التحية في إسطنبول. وفي بطرسبورغ لم يستطع الناس إخفاء فرحتهم".

## محمد خان

### الانتخاب
في عام 1743 تولى محمد بك، ابن سرخاي خان الأول، عرش خانية غازي قمخ. وصل صفي ميرزا الثاني المعروف باسم سام ميرزا، "الأمير الصفوي الذي نجا بأعجوبة" من تركيا إلى محمد خان. وقد أقسم بعض النبلاء الفرس الولاء لسام ميرزا. قرر محمد خان الاستيلاء على شيروان ومساعدة سام ميرزا في الوصول إلى العرش الفارسي. ووعد الوزير التركي بدعم ذلك قائلاً: "عندما يثبت الأمير المذكور أقدامه بقوة على العرش المسروق من أسلافه، فإنه سيعيد إلى ولايات شيروان، وغنجة، وتفليس، ويريفان التي كانت تحت حكمنا سابقًا".

### الاستيلاء على شروان
في نهاية عام 1743 غزا محمد خان كورا ودربند وشبران التي كانت تحت الحكم الفارسي. قُتل عبد الغني خان أفغاني، جنرال نادر شاه الذي دافع عن شبران. تقدم محمد خان أكثر واستولى على أغسو ، العاصمة الجديدة لشروان.
خلال الفترة 1743-1745 أقام محمد خان في شيروان. في عام 1745، قاد نصر الله ميرزا، ابن نادر شاه، جيش الشاه ضد محمد خان في أغسو. أرسل نادر شاه آشور خان أفشار، وكريم خان، وفتالي خان أفشار، والأمير نصر الله ميرزا للقتال مع محمد خان وأنصاره. بعد المعركة تراجع محمد خان إلى غازي قمخ. احتل جيش الشاه دربند وكورة مرة أخرى.
في ربيع عام 1747، قام محمد خان مع حلفائه بغزو كورا ودربنت وقوبا. يكتب غادجييف ف. أنه في عام 1747 "قرر الشاه معاقبة محمد خان بكل الوسائل. إلا أن نادر شاه قُتل في انقلاب في القصر". وكما كتب المؤرخ الجورجي فاخوشتي: "لم يكن نادر شاه قادراً على هزيمة الليزجينيين (الداغستانيين) كما كان يتمنى".
في عام 1748 توفيت سورخاي خان في غازي قمخ. كانت والدة سرخاي خان الأول تدعى أومامات، وكانت أخت عمر خان من أفاريا. ابنة سرخاي خان كنت متزوجة من ابن آفار خان. كان لمحمد خان ثلاث زوجات. كانت زوجته الأولى ابنة خسبولة شمخال من تاركي، ورزق منها بأربعة أبناء. الزوجة الثانية كانت ابنة تيشيش بامات من كازانيش، خان مختولا، وكان لها ابن واحد منها. الزوجة الثالثة كانت استجالو ابنة عبد الغاني خان الأفغاني.

### معركة جيفدوشا
وسرعان ما استولى فتالي خان على كورا ودربنت وقوبا وشماخا. إلدار بك و شامردان بك من غازي قمخ بعد خلاف مع محمد خان فروا إلى فتالي خان. أبدى محمد خان تفضيله للحاكم المستقبلي لسورخاي بك، المولود من ابنة عبد الغني خان. في السنوات اللاحقة كان فتالي خان في صراع مع أوتسمي كايتاج، ونوتسل أفاريا، وخان غازي قمخ.
تم تشكيل تحالف ضم العديد من حكام داغستان الذين قاموا بغزو خانية قوبا . وقعت معركة في وادي جيفدوشا حيث عانى فتالي خان من الهزيمة وتراجع إلى ساليان.

### التدخل الروسي
بعد تلقيها نداء فتالي خان، بدأت روسيا عملياتها القتالية في القوقاز. في الرابع من مارس عام 1775، عبر الجنرال فريدريك ميديم نهر تيريك وغزا ديربنت وكورا وقوبا. وتراجع أوتسمي أمير حمزة الثالث [الإنجليزية] من دربند إلى كايتاج، ومحمد خان من قوبا إلى غازي قموخ.
في عام 1776 تم استدعاء الجيش الروسي من داغستان بعد أن "صالح فتالي خان نزاعاته مع خان كايتاج وخان غازي قمخ وحاكم تاباساران". في عام 1789، بعد وفاة محمد خان، تم انتخاب ابنه سرخاي بك حاكمًا لخانية غازي قمخ.

## سرخاي خان الثاني

### الشخصية
كتب علي كاييف، وهو عالم من قمخ، أن "سرخاي خان الثاني [الإنجليزية] كان عالماً دينياً، وكان يحفظ القرآن الكريم عن ظهر قلب. وقد قام بترميم ثلاثة مساجد في قمخ: مسجد برهاي، ومسجد القاضي، ومسجد الجمعة". تم إعادة بناء المسجد في تبيك أيضًا في عهد سرخاي خان الثاني. كتب فان جالين، الضابط وشاهد العيان: "كان هذا رجلاً استثنائياً. كان طويل القامة ومظهره مهيباً، لا سيما في شيخوخته. اشتهر في الجبال بتعاليمه الواسعة في الروح الإسلامية، وبفضل عراقة عائلته، كانت له علاقات وطيدة في جميع أنحاء داغستان، وكان يحظى باحترام جميع الجيران".
كان لسرخاي خان الثاني زوجتان: الأولى كانت لاك وأنجب منها أربعة أبناء وبنت، والزوجة الثانية كانت آفار، شقيقة أوما خان من آفارية. "ابنة سرخاي خان الثاني، غولانداش خانوم، كانت متزوجة من مصطفى خان من شيروان، أحد أقارب سرخاي خان الثاني". كان أحمد خان سلطان تساخور، ابن ألخاز بك، متزوجًا من ابنة سرخاي خان الثاني. سلطان إليسو دانيال بك كان حفيد سركاي خان الثاني. خلال عام 1796 كان سرخاي خان الثاني حاكمًا مؤثرًا في داغستان وكان لديه جيش يبلغ قوامه 25 ألف رجل.

### التحالفات
في نهاية القرن الثامن عشر اندلع الصراع القوقازي مرة أخرى بمشاركة إيران وتركيا وروسيا. قام مبعوثون أتراك بزيارة خانية لاكيا وأفاريا بمبالغ كبيرة من المال مطالبين بالتحالف ضد روسيا. يصبح سرخاي خان الثاني حليفًا لتركيا.

### العمليات العسكرية
في عام 1796 أرسلت كاترين الثانية ملكة روسيا الجنرال فاليريان زوبوف [الإنجليزية] لمزيد من غزو جنوب داغستان خلال الحملة الفارسية عام 1796 . قام الجنرال زوبوف بغزو خانية قوبا ودربند. بعد وفاة كاثرين الثانية، انسحبت القوات الروسية من جنوب داغستان.
كتب علي كاييف أنه في عام 1797 خاض سوركاي خان الثاني معارك حاسمة في قراتشاي-تشيركيسيا . في 22 أكتوبر 1803، عبر سوركاي خان الثاني ألازاني وهاجم كتيبة الكاباردين من فوج تفليس، تحت قيادة اللواء جولياكوف. كتب جوردين يا أن "سورخاي خان الثاني هو أحد أقوى حكام الليزجين في داغستان".
في 15 ديسمبر 1811، حاصر الجنرالان غورييف وخاتونتسيف قلعة كوراخ حيث كان يقيم سوركاي خان الثاني. بعد المعركة تراجع سرخاي خان الثاني إلى غازي قمخ. قام الجنرال خاتونتسيف بتسليم إدارة كوراخ، عاصمة خانية كورا ، إلى أصلان بيك بن شاهمردان بيك.
في مايو 1813 هاجم سرخاي خان الثاني حامية كوراخ، لكن تم صده على يد أصلان بك. سلم سرخاي خان الثاني إدارة الخانية إلى ابنه مرتضى بك وغادر إلى تبريز إلى الشاه عباس ميرزا. لم يتمكن سرخاي خان الثاني من كسب تأييد الشاه.
في عام 1816 تم تعيين إرمولوف قائدًا عامًا لمنطقة القوقاز. في عام 1818، اتحد حكام غازي قمخ وأفاريا ومختولا وتاباساران وكايتاغ ضد الجنرال إرمولوف. في 19 أكتوبر 1819، هاجم سرخاي خان الثاني بجيش قوامه 3 آلاف جندي حامية تشيراخ لكنه لم ينجح وأمر بالتراجع. قام اللواء فريدي بتحصين قوات القيصر في بيدوك وريتشا وتشيراج ضد هجمات سورخاي خان الثاني.

### الاستيلاء على غازي قمخ
في عام 1820 قرر الجنرال أليكسي إرمولوف [الإنجليزية] الاستيلاء على غازي قمخ، معقل النضال المناهض للاستعمار في المرتفعات، من خلال هجوم مباشر. وقعت معركة حاسمة في 12 يونيو بالقرب من قرية خسريخ. انتقل الجنرال فلارين ماداتوف [الإنجليزية] مع فرق الجيش من شيرفان وشاكي وقوبا وكاراباخ إلى خسرخ. بفضل نيران المدفعية، تغلب الروس على دفاعات المرتفعات. تم القبض على خسرورخ ثم غازي قمخ. في عام 1820، بعد 25 عامًا من حرب سرخاي خان الثاني، تم غزو خانية غرت الإمبراطورية الروسية قمخ. وكتب إرمولوف بعد الاستيلاء على غازي قمخ: "ظهر الجيش الروسي في هذا المكان لأول مرة". في أغسطس 1820 غادر سرخاي خان الثاني إلى بلاد فارس إلى فتح علي شاه.
خاض سركاي خان الثاني العديد من المعارك أكبرها كانت في تفليس، دربنت، خسرخ، شيراخ، كوراخ، كارتوخ، ألازاني ، قوبا ، أخالتسيخي ، أخالكالاكي ، كارتلي ، كاخيتي ، قلعة سورخايلي في شركيسيا، جانجا ، يريفان ، قارص ، أردغان وأرضروم.
بعد الاستيلاء على خانية غازي قمخ، انتشر التصوف على هيئة تعاليم القيزلباش في داغستان، الأمر الذي منعته حرب سرخاي خان الثاني.

## أصلان خان
في عام 1820، انتُخب أصلان خان بيك [الإنجليزية] حاكمًا لخانية غازي قمخ، الذي ورث أيضًا خانية كورا التي أعادها الروس إلى خانية مستقلة امتنانًا لأصلان بك على خدماته. تمت ترقية أصلان خان إلى رتبة لواء. في عام 1826 عاد سرخاي خان الثاني من بلاد فارس، وتوفي في عام 1827 في قرية سوجراتل في أندالال عن عمر يناهز 83 عامًا. هاجر ابنه نوخ بك إلى تركيا حيث توفي هناك عام 1828.
لكونهم جزءًا من روسيا، وقع سكان المرتفعات في العبودية التي نظمتها الدولة. شددت الإدارة الروسية من استغلال الفلاحين. وقد أدى هذا الوضع إلى اضطرابات اجتماعية قوية وثورة.
كان اللاكيون من الشخصيات السياسية في حرب القوقاز مثل الحاج يحيى بك، ومحمد أفندي غيمينسكي، وبوك محمد، وبشير بك (نواب الإمام شامل). السليل المباشر لخانية غازي قمخ كان محمد أمين (إمام أبخازيا وشركيسيا 1848-1859). في عام 1832، عينت الإدارة الروسية أصلان خان حاكمًا مؤقتًا لأفاريا. والدة أصلان خان، أيميسي، كانت شقيقة أوما خان من أفاريا.

## نوتسال آغا خان
في عام 1836 تم تعيين نوتسال آغا بيك، الابن الأكبر لأصلان خان، حاكمًا لغازي قمخ. وصل نوتسال آغا خان إلى جنازة والده باعتباره خانًا شرعيًا، تم تعيينه من قبل القيصر الروسي. خانية كورا كان يحكمها جارون بك، ابن تاجير بك، شقيق أصلان خان.

## محمد ميرزا خان
في عام 1836 تم تعيين محمد ميرزا خان خانًا لغازي قمخ. تمت ترقية محمد ميرزا خان إلى رتبة عقيد وحصل على خطاب تنصيب من القيصر الروسي.

## أم كلثوم بيك
في عام 1838 أصبح حاكم غازي قمخ هو أومو كلثوم بيك، زوجة أصلان خان. جاء ممثلو رجال الدين غازي قمخ إلى أم كلثوم بيك بطلب من الناس لتولي مسؤولية شؤون الدولة وعرضوا عليها محمود بك، ابن شقيق أصلان خان، كمساعد.
فر الحاج يحيى بك من غازي قمخ إلى الإمام شامل وأصبح أحد نوابه وبدأ في وقت لاحق المفاوضات مع محمود بك لمساعدة الإمام شامل. وقد ورد في الوثيقة الروسية في ذلك الوقت: "لقد قام محمود بك وغارون بك تدريجياً بإشراك الجميع في علاقات وثيقة للغاية مع شامل". كتب بروشانوفسكي: "إذا تعرض شخص ما للسرقة على يد شامل، كان يكفي أن يأتي إلى محمود بك، وكانت الممتلكات المفقودة تُعاد دائمًا".
في عام 1841 استولى الحاج يحيى بك على قلعة غازي قمخ، وضم أراضي لاك لفترة وجيزة إلى الإمامة. وصل الإمام شامل في وقت لاحق إلى غازي قمخ. وأعلن محمود بك وأخوه غارون بك حاكم خانية كورا، اللذين كانا في غازي قمخ، أنفسهما حلفاء للإمام شامل.

## عبد الرحمن خان
في عام 1841 تم انتخاب عبد الرحمن بك حاكماً لغازي قمخ. تزوج عبد الرحمن بك من شاماي بيك ابنة نوتسال آغا خان. خانية كورا كان يحكمها يوسف بك. في عام 1844، استولى شامل على قرى نيتسوفكرا ودوتشي وتوليسما وكولوشاتس وتشورتاخ في لاكيا.
في صيف عام 1847 وصل أجلار بك، الشقيق الأصغر لعبد الرحمن خان، من سانت بطرسبرغ إلى غازي قمخ برتبة قائد أركان في الحرس العسكري الروسي. منذ السنوات الأولى كان أجلار بيك في سانت بطرسبرغ رهينة.

## أجلار خان

راية المرتفعات

في عام 1848 أصبح حاكم خانية غازي قمخ أغلار خان (1848-1859). تعرض حاجي يحيى بك للهزيمة على يد أجلار خان في معركة قرية شوفكرا.
في عام 1851 قُتل نائب بوك محمد من غازي قمخ مع جزء من شعبه في ساحة المعركة. تم دفنه في مقبرة كيرخلار للشهداء في ديربنت. على راية بوك محمد التي استولى عليها الروس، طُرزت العبارة التالية: "لا تفقدوا شجاعتكم. لا تبالوا بمخاطر الحرب. لن يموت أحد قبل ساعة الموت المحددة".
في عام 1859، بعد وفاة أجلار خان، تم إلغاء خانية غازي قمخ "بسبب غياب الوريث"، على الرغم من وجود مثل هذا الوريث: جعفر بك، ابن أجلار خان، الذي كان لا يزال شابًا. تمت إعادة تسمية أراضي الخانية إلى منطقة غازي قمخ. تم تسليم إدارة منطقة غازي قمخ إلى ضابط أركان روسي.

## جعفر خان
في عام 1877، انتخب جعفر خان حاكماً لمنطقة غازي قمخ المستقلة، الذي جمع جيشاً من اللاكيين والأغول والليزجين والتاباساران والرتول والآفار، وقرر الاستيلاء على دربند، ولكن قبل أن يصل إليها علم بالهزيمة في ليفاشي ومعاقل أخرى. انحرف جعفر خان عن طريق ديربنت وتوجه إلى كايتاج.

## طالع أيضًا
- شعب لاك (داغستان)
- داغستان
- لغات شمال شرق القوقاز
- لغة لاك